# اندی گریفیتس (نویسنده)
اندرو نول «اندی» گریفیتس (متولد ۳ سپتامبر ۱۹۶۱) نویسنده کتاب و نویسنده کمدی کودکان استرالیا است.

## دربارهٔ او
او در سال ۱۹۶۱ به دنیا آمد و خیلی زود تبدیل به یکی از محبوب‌ترین نویسندگان کودک استرالیایی شد. او را بیشتر به‌خاطر مجموعه‌کتاب‌هایش از جمله مجموعهٔ خانه‌درختی می‌شناسند.مجموعه ی خانه درختی  از انتشارات هوپا نشر شده است. کتاب‌های او در بیست سال گذشته جزو پرفروش‌های نیویورک تایمز بوده‌اند و بیش از پنجاه جایزه به انتخاب کودکان استرالیا دریافت کرده‌اند. اندی گریفیتس از طرفداران سوادآموزی و سفیر دولتی بنیاد سوادآموزی به بومیان است. همچنین بیشتر کتاب‌های خودرا تری دنتون تصویرگری کرده‌است.

## کتاب نوشته و منتشر شده

### مجموعه داستان های کوتاه

#### کتاب‌های «بد»
- کتاب بد (۲۰۰۴)
- کتاب خیلی بد (۲۰۱۰)

### رمان

#### مجموعه «خانه درختی»
- خانه درختی ۱۳ طبقه
- خانه درختی ۲۶ طبقه
- خانه درختی ۳۹ طبقه
- خانه درختی ۵۲ طبقه
- خانه درختی ۶۵ طبقه
- خانه درختی ۷۸ طبقه
- خانه درختی ۹۱ طبقه
- خانه درختی ۱۰۴ طبقه
- خانه درختی ۱۱۷ طبقه
- خانه درختی ۱۳۰ طبقه
- خانه درختی ۱۴۳ طبقه
- خانه درختی ۱۵۶ طبقه

```
کتاب‌های خانه درختی در 
ایران
 توسط نشر هوپا از ۱۳ طبقه تا ۱۵۶ طبقه منتشر شده است.
```

#### «بوم» سری
- روز بام دیوانه من (۲۰۰۱) منتشر شده در ایالات متحده به عنوان روز بات بیکار و تنبل من
- بامهای زامبی از اورانوس (۲۰۰۳) منتشر شده در ایالات متحده به عنوان بات‌های زامبی از اورانوس
- نبرد بامها: پنگفلیکت نهایی (۲۰۰۵) منتشر شده در ایالات متحده به عنوان نبرد باتها : کنتفلینگ نهایی

#### مجموعه «A&T جهانی از حماقت»
- چه بامناسوری است؟  (۲۰۰۷) منتشر شده در ایالات متحده به عنوان آنچه باتناسور است؟
- چه بخشی از بدن است؟  (۲۰۱۱)

#### کتاب های تصویری
- داستان مصور بدبو تصویرگری توسط جک راگولز
- فست فود و جک چاقالو کسی که بازی نمی‌کند (۲۰۰۶)
- کاپو،1 گاو چاقی که میرود  (۲۰۰۸)
- پسر برهنه و تمساح (۲۰۱۱)
- اندی پدیا (۲۰۱۲)
- هنگامی که پس از یک لجن و گل (۲۰۱۳)
- گربه و موش و راکت بیس بال  (۲۰۱۳)
- اد و تد و تد، سگ فرد (۲۰۱۴)